# Кочаново (Смоленская область)
Кочаново — деревня в Новодугинском районе Смоленской области России. Входит в состав Извековского сельского поселения. Население — 2 жителя (2007 год).На 2016 год жителей и целых домов не осталось.
Расположена в северо-восточной части области в 26 км к юго-западу от Новодугина, в 19 км западнее автодороги Р134 «Старая Смоленская дорога» Смоленск — Дорогобуж — Вязьма — Зубцов, на берегу реки Соловка. В 23 км восточнее деревни расположена железнодорожная станция Александрино на линии Вязьма — Ржев. 

## История
В годы Великой Отечественной войны деревня была оккупирована гитлеровскими войсками в октябре 1941 года, освобождена в марте 1943 года.